# Liga de Béisbol Profesional Nacional de Nicaragua 2015-16
La XI Liga de Béisbol Profesional Nacional de Nicaragua se disputó del 3 de noviembre de 2015 al 20 de enero de 2016. El certamen fue ganado por los Gigantes de Rivas por segunda ocasión en la época moderna del béisbol profesional nicaragüense, por lo que también obtuvieron el derecho de participar en la Serie Latinoamericana.  
El campeonato consistió de una etapa regular, una serie de Play Off y la Serie Final. Para esta edición la franquicia de Orientales de Granada retornó a la competición. La Junta Directiva de la liga dedicó la temporada al boxeador nicaragüense Román González, y por primera vez se premió al «Pelotero de la semana» y el «Pelotero del mes».

## Equipos participantes
| Equipo     | Ciudad     | Mánager       | Estadio            | Capacidad |
| ---------- | ---------- | ------------- | ------------------ | --------- |
| Bóer       | Managua    | Eduardo Denis | Dennis Martínez    |           |
| Gigantes   | Rivas      | Germán Meza   | Yamil Ríos Ugarte  |           |
| Orientales | Granada    | Raúl Marval   | Roque Tadeo Zavala |           |
| Tigres     | Chinandega | Raúl Chávez   | Efraín Tijerino    |           |

## Sistema de competición
- Los cuatro equipos participantes jugaron una etapa regular con el sistema de todos contra todos, por lo que cada uno realizó 48 juegos.[3]
- El equipo que ocupó la primera posición al finalizar la etapa regular clasificó a la Serie Final, mientras que los que ocuparon el segundo y tercer puesto realizaron una serie de Play Off para decidir el otro clasificado a la Serie Final.
- La serie de Play Off se disputó al mejor de cinco juegos, mientras que la Serie Final al mejor de siete.
- De acuerdo a las bases de competición, los equipos que terminaron clasificados tanto a la ronda de Play Off como a la serie final, tenían derecho a escoger dos refuerzos del equipo que terminó en el cuarto puesto, uno de los cuales debía ser de nacionalidad nicaragüense.[4]

## Resultados

### Etapa regular

#### Posiciones
| Equipo     | G  | P  | PCT  | JV | Local | Visita |
| ---------- | -- | -- | ---- | -- | ----- | ------ |
| Orientales | 24 | 18 | ,571 | -  | 13-8  | 11-10  |
| Tigres     | 23 | 19 | ,547 | 1  | 14-7  | 9-12   |
| Gigantes   | 20 | 22 | ,476 | 4  | 10-11 | 10-11  |
| Bóer       | 17 | 25 | ,404 | 7  | 10-11 | 7-14   |

|  |                                     |
|  | Clasificado a la Serie Final.       |
|  | Clasificado a la serie de Play Off. |

#### Evolución de la clasificación
| Equipo / Semana | 01  | 02  | 03  | 04   | 05    | 06    | 07    | 08    | 09    |
| --------------- | --- | --- | --- | ---- | ----- | ----- | ----- | ----- | ----- |
| Bóer            | 2-3 | 6-4 | 6-7 | 9-10 | 11-14 | 14-15 | 16-18 | 17-21 | 17-25 |
| Gigantes        | 3-2 | 5-5 | 7-7 | 8-12 | 11-14 | 13-16 | 17-17 | 17-21 | 20-22 |
| Orientales      | 3-2 | 5-5 | 8-6 | 10-9 | 13-12 | 15-14 | 17-17 | 21-17 | 24-18 |
| Tigres          | 2-3 | 4-6 | 7-8 | 12-8 | 15-10 | 16-13 | 18-16 | 21-17 | 23-19 |

#### Calendario
| 3 de noviembre | Tigres     | 0-1          | Gigantes   | Rivas      |
| 3 de noviembre | Orientales | 8-5          | Bóer       | Managua    |
| 4 de noviembre | Gigantes   | 2-7          | Tigres     | Chinandega |
| 4 de noviembre | Bóer       | 1-2 (10 en.) | Orientales | Granada    |
| 6 de noviembre | Tigres     | 5-6          | Bóer       | Managua    |
| 6 de noviembre | Gigantes   | 2-3          | Orientales | Granada    |
| 7 de noviembre | Orientales | 6-8          | Tigres     | Chinandega |
| 7 de noviembre | Bóer       | 1-4          | Gigantes   | Rivas      |
| 8 de noviembre | Tigres     | 1-5          | Gigantes   | Rivas      |
| 8 de noviembre | Bóer       | 7-2          | Orientales | Granada    |

| 10 de noviembre | Orientales | 3-2  | Gigantes   | Rivas      |
| 10 de noviembre | Bóer       | 0-5  | Tigres     | Chinandega |
| 11 de noviembre | Gigantes   | 1-3  | Orientales | Granada    |
| 11 de noviembre | Tigres     | 2-3  | Bóer       | Managua    |
| 13 de noviembre | Gigantes   | 4-5  | Bóer       | Managua    |
| 13 de noviembre | Orientales | 2-9  | Tigres     | Chinandega |
| 14 de noviembre | Gigantes   | 11-7 | Tigres     | Chinandega |
| 14 de noviembre | Bóer       | 4-2  | Orientales | Granada    |
| 15 de noviembre | Tigres     | 0-1  | Bóer       | Managua    |
| 15 de noviembre | Orientales | 1-4  | Gigantes   | Rivas      |

| 17 de noviembre | Bóer       | 1-3      | Gigantes   | Rivas      |
| 17 de noviembre | Tigres     | 2-7      | Orientales | Granada    |
| 18 de noviembre | Orientales | 3-6      | Tigres     | Chinandega |
| 26 de noviembre | Gigantes   | 12-3 (*) | Bóer       | Managua    |
| 3 de diciembre  | Bóer       | 5-3 (*)  | Orientales | Granada    |
| 20 de noviembre | Tigres     | 5-0      | Gigantes   | Rivas      |
| 21 de noviembre | Bóer       | 1-6      | Tigres     | Chinandega |
| 21 de noviembre | Orientales | 3-1 (**) | Gigantes   | Rivas      |
| 22 de noviembre | Gigantes   | 5-3      | Bóer       | Managua    |
| 22 de noviembre | Tigres     | 4-5      | Orientales | Granada    |

| 24 de noviembre | Gigantes   | 6-9  | Tigres     | Chinandega |
| 24 de noviembre | Bóer       | 0-3  | Orientales | Granada    |
| 25 de noviembre | Tigres     | 12-9 | Gigantes   | Rivas      |
| 25 de noviembre | Orientales | 1-3  | Bóer       | Managua    |
| 27 de noviembre | Bóer       | 1-7  | Tigres     | Chinandega |
| 27 de noviembre | Orientales | 4-1  | Gigantes   | Rivas      |
| 28 de noviembre | Gigantes   | 1-4  | Bóer       | Managua    |
| 28 de noviembre | Tigres     | 1-0  | Orientales | Granada    |
| 29 de noviembre | Gigantes   | 4-8  | Tigres     | Chinandega |
| 29 de noviembre | Orientales | 6-8  | Bóer       | Managua    |

| 1 de diciembre | Tigres     | 4-2 | Bóer       | Managua    |
| 1 de diciembre | Gigantes   | 4-6 | Orientales | Granada    |
| 2 de diciembre | Bóer       | 7-9 | Tigres     | Chinandega |
| 2 de diciembre | Orientales | 1-0 | Gigantes   | Rivas      |
| 4 de diciembre | Bóer       | 0-1 | Gigantes   | Rivas      |
| 4 de diciembre | Tigres     | 1-7 | Orientales | Granada    |
| 5 de diciembre | Orientales | 3-8 | Bóer       | Managua    |
| 5 de diciembre | Tigres     | 1-2 | Gigantes   | Rivas      |
| 6 de diciembre | Bóer       | 0-6 | Tigres     | Chinandega |
| 6 de diciembre | Gigantes   | 6-1 | Orientales | Granada    |

| 9 de diciembre  | Gigantes   | 5-1  | Bóer       | Managua    |
| 9 de diciembre  | Orientales | 5-2  | Tigres     | Chinandega |
| 11 de diciembre | Orientales | 0-4  | Bóer       | Managua    |
| 11 de diciembre | Gigantes   | 10-1 | Tigres     | Chinandega |
| 12 de diciembre | Tigres     | 7-11 | Bóer       | Managua    |
| 12 de diciembre | Gigantes   | 4-8  | Orientales | Granada    |
| 13 de diciembre | Bóer       | 9-8  | Gigantes   | Rivas      |
| 13 de diciembre | Orientales | 3-6  | Tigres     | Chinandega |

| 15 de diciembre | Orientales | 3-4 | Tigres     | Chinandega |
| 15 de diciembre | Gigantes   | 7-2 | Bóer       | Managua    |
| 16 de diciembre | Bóer       | 0-5 | Gigantes   | Rivas      |
| 16 de diciembre | Tigres     | 5-6 | Orientales | Granada    |
| 18 de diciembre | Tigres     | 6-1 | Bóer       | Managua    |
| 18 de diciembre | Gigantes   | 4-2 | Orientales | Granada    |
| 19 de diciembre | Bóer       | 4-1 | Gigantes   | Rivas      |
| 19 de diciembre | Orientales | 4-2 | Tigres     | Chinandega |
| 20 de diciembre | Tigres     | 1-4 | Gigantes   | Rivas      |
| 20 de diciembre | Bóer       | 3-0 | Orientales | Granada    |

| 22 de diciembre | Orientales | 1-0        | Bóer       | Managua    |
| 22 de diciembre | Tigres     | 7-4 (10/E) | Gigantes   | Rivas      |
| 23 de diciembre | Gigantes   | 3-5        | Tigres     | Chinandega |
| 23 de diciembre | Bóer       | 4-6        | Orientales | Granada    |
| 26 de diciembre | Orientales | 2-1        | Gigantes   | Rivas      |
| 26 de diciembre | Bóer       | 4-3        | Tigres     | Chinandega |
| 27 de diciembre | Tigres     | 9-7 (11/E) | Bóer       | Managua    |
| 27 de diciembre | Gigantes   | 3-6        | Orientales | Granada    |

| 29 de diciembre | Tigres     | 3-2        | Orientales | Granada    |
| 29 de diciembre | Bóer       | 1-2 (16/E) | Gigantes   | Rivas      |
| 30 de diciembre | Orientales | 5-3        | Tigres     | Chinandega |
| 30 de diciembre | Gigantes   | 11-4       | Bóer       | Managua    |
| 2 de enero      | Bóer       | 4-5        | Orientales | Granada    |
| 2 de enero      | Gigantes   | 8-4        | Tigres     | Chinandega |
| 3 de enero      | Tigres     | 7-3        | Bóer       | Managua    |
| 3 de enero      | Orientales | 3-1        | Gigantes   | Rivas      |

(*) Reprogramado por haber sido suspendido debido a malas condiciones climatológicas.

(**) Se jugaron dos entradas y 2/3 debido a la lluvia.

### Serie de Play Off
| Equipo   | G | P | PCT  | JV |
| -------- | - | - | ---- | -- |
| Gigantes | 3 | 1 | ,750 | -  |
| Tigres   | 1 | 3 | ,250 | 2  |

|  |                               |
|  | Clasificado a la Serie Final. |

Juego 1
| Equipo   | 1 | 2 | 3 | 4 | 5 | 6 | 7 | 8 | 9 | 10 | 11 | C | H  | E |
| -------- | - | - | - | - | - | - | - | - | - | -- | -- | - | -- | - |
| Gigantes | 0 | 0 | 0 | 3 | 1 | 0 | 0 | 0 | 0 | 0  | 2  | 6 | 12 | 2 |
| Tigres   | 0 | 0 | 1 | 0 | 3 | 0 | 0 | 0 | 0 | 0  | 1  | 5 | 13 | 3 |

Duración: 4 h 10 m  

Reporte: Comunicado no. 45

Juego 2
| Equipo   | 1 | 2 | 3 | 4 | 5 | 6 | 7 | 8 | 9 | C | H  | E |
| -------- | - | - | - | - | - | - | - | - | - | - | -- | - |
| Tigres   | 0 | 0 | 0 | 0 | 3 | 1 | 0 | 0 | 1 | 5 | 11 | 0 |
| Gigantes | 7 | 1 | 0 | 0 | 0 | 0 | 1 | 0 | x | 9 | 14 | 2 |

Duración: 3 h 22 m  

Reporte: Comunicado no. 46

Juego 3
| Equipo   | 1 | 2 | 3 | 4 | 5 | 6 | 7 | 8 | 9 | C | H  | E |
| -------- | - | - | - | - | - | - | - | - | - | - | -- | - |
| Gigantes | 0 | 0 | 1 | 4 | 0 | 1 | 0 | 0 | 1 | 7 | 11 | 2 |
| Tigres   | 1 | 0 | 1 | 0 | 0 | 0 | 4 | 3 | x | 9 | 11 | 3 |

Duración: 3 h 32 m  

Reporte: Comunicado no. 47

Juego 4
| Equipo   | 1 | 2 | 3 | 4 | 5 | 6 | 7 | 8 | 9 | C | H  | E |
| -------- | - | - | - | - | - | - | - | - | - | - | -- | - |
| Tigres   | 1 | 0 | 0 | 0 | 0 | 0 | 0 | 1 | 0 | 2 | 7  | 1 |
| Gigantes | 0 | 4 | 0 | 2 | 0 | 1 | 0 | 0 | x | 7 | 12 | 1 |

Duración: 2 h 48 m  

Reporte: Comunicado no. 48

### Serie Final
| Equipo     | G | P | PCT  | JV |
| ---------- | - | - | ---- | -- |
| Gigantes   | 4 | 3 | ,571 | -  |
| Orientales | 3 | 4 | ,428 | 1  |

Juego 1
| Equipo     | 1 | 2 | 3 | 4 | 5 | 6 | 7 | 8 | 9 | C | H | E |
| ---------- | - | - | - | - | - | - | - | - | - | - | - | - |
| Gigantes   | 0 | 0 | 0 | 0 | 0 | 0 | 1 | 1 | 0 | 2 | 4 | 1 |
| Orientales | 0 | 0 | 0 | 0 | 0 | 0 | 0 | 0 | 0 | 0 | 3 | 0 |

Duración: 2 h 55 m  

Reporte: Comunicado no. 49

Juego 2
| Equipo     | 1 | 2 | 3 | 4 | 5 | 6 | 7 | 8 | 9 | C | H  | E |
| ---------- | - | - | - | - | - | - | - | - | - | - | -- | - |
| Orientales | 0 | 0 | 1 | 0 | 0 | 0 | 0 | 3 | 0 | 4 | 12 | 1 |
| Gigantes   | 0 | 1 | 6 | 1 | 0 | 0 | 0 | 0 | x | 8 | 9  | 0 |

Duración: 2 h 57 m   

Reporte: Comunicado no. 50

Juego 3
| Equipo     | 1 | 2 | 3 | 4 | 5 | 6 | 7 | 8 | 9 | C | H | E |
| ---------- | - | - | - | - | - | - | - | - | - | - | - | - |
| Gigantes   | 2 | 0 | 0 | 1 | 0 | 0 | 0 | 1 | 0 | 4 | 9 | 1 |
| Orientales | 1 | 1 | 0 | 1 | 0 | 0 | 1 | 0 | 1 | 5 | 9 | 2 |

Duración: 3 h 21 m  

Reporte: Comunicado no. 51

Juego 4
| Equipo     | 1 | 2 | 3 | 4 | 5 | 6 | 7 | 8 | 9 | 10 | 11 | 12 | 13 | C | H  | E |
| ---------- | - | - | - | - | - | - | - | - | - | -- | -- | -- | -- | - | -- | - |
| Orientales | 0 | 0 | 0 | 0 | 1 | 0 | 1 | 0 | 1 | 0  | 0  | 0  | 2  | 5 | 17 | 1 |
| Gigantes   | 0 | 0 | 0 | 0 | 0 | 0 | 0 | 2 | 1 | 0  | 0  | 0  | 1  | 4 | 8  | 4 |

Duración:  4 h 43 m 

Reporte: Comunicado no. 52

Juego 5
| Equipo     | 1 | 2 | 3 | 4 | 5 | 6 | 7 | 8 | 9 | 10 | 11 | C | H  | E |
| ---------- | - | - | - | - | - | - | - | - | - | -- | -- | - | -- | - |
| Gigantes   | 0 | 1 | 1 | 0 | 0 | 0 | 0 | 4 | 2 | 0  | 1  | 9 | 13 | 4 |
| Orientales | 2 | 0 | 4 | 0 | 1 | 0 | 1 | 0 | 0 | 0  | 0  | 8 | 8  | 3 |

Duración: 4 h 28 m   

Reporte: Comunicado no. 53

Juego 6
| Equipo     | 1 | 2 | 3 | 4 | 5 | 6 | 7 | 8 | 9 | C | H  | E |
| ---------- | - | - | - | - | - | - | - | - | - | - | -- | - |
| Orientales | 2 | 0 | 0 | 0 | 0 | 0 | 0 | 0 | 3 | 5 | 11 | 2 |
| Gigantes   | 0 | 0 | 0 | 2 | 0 | 0 | 0 | 0 | 0 | 2 | 9  | 3 |

Duración: 3 h 17 m  

Reporte: Comunicado no. 54

Juego 7
| Equipo     | 1 | 2 | 3 | 4 | 5 | 6 | 7 | 8 | 9 | C | H  | E |
| ---------- | - | - | - | - | - | - | - | - | - | - | -- | - |
| Gigantes   | 1 | 0 | 3 | 0 | 0 | 0 | 0 | 0 | 0 | 4 | 12 | 0 |
| Orientales | 0 | 0 | 0 | 0 | 2 | 0 | 0 | 0 | 1 | 3 | 10 | 1 |

Duración: 3 h 9 m   

Reporte: Comunicado no. 55

|                                          |
| Campeón Gigantes de Rivas Segundo título |

## Estadísticas

### Líderes individuales de temporada regular
- Fuente: Estadísticas de Liga de Béisbol Profesional Nacional.

#### Bateadores
| Categoría           | Jugador              | Equipo     | Marca |
| ------------------- | -------------------- | ---------- | ----- |
| Porcentaje de bateo | Jonel Pacheco (VEN)  | Tigres     | ,427  |
| Cuadrangulares      | Juan C. Torres (VEN) | Orientales | 6     |
| Carreras impulsadas | Ronald Garth (NCA)   | Tigres     | 30    |
| Hits                | Ofilio Castro (NCA)  | Orientales | 49    |
| Robos de base       | Vladimir Frías (DOM) | Bóer       | 10    |
| Carreras anotadas   | Jean Acevedo (VEN)   | Tigres     | 27    |

#### Lanzadores
| Categoría         | Jugador                                 | Equipo              | Marca  |
| ----------------- | --------------------------------------- | ------------------- | ------ |
| Victorias         | Roger Luque (VEN) Paul Estrada (VEN     | Orientales Gigantes | 5      |
| Efectividad       | Austin Davis (USA)                      | Bóer                | 1,12   |
| Entradas lanzadas | Paul Estrada (VEN)                      | Gigantes            | 63 2/3 |
| Salvados          | Darwin Cubillán (VEN)                   | Orientales          | 17     |
| Ponches           | Paul Estrada (VEN) Abraham Elvira (MEX) | Gigantes Tigres     | 52     |

## Premios y reconocimientos

### Pelotero de la semana
| Semana | Jugador                                                       | Posición | Equipo            |
| ------ | ------------------------------------------------------------- | -------- | ----------------- |
| # 1    | Paul Estrada (VEN)                                            | L        | Gigantes          |
| # 2    | Austin Davis (USA)                                            | L        | Bóer              |
| # 3    | Carlos Teller (NCA)                                           | L        | Gigantes          |
| # 4    | Ronald Garth (NCA)                                            | 2B       | Tigres            |
| # 5    | Darwin Cubillán (VEN) Samuel Estrada (NCA) Jem Argeñal (NCA)  | L J      | Orientales Tigres |
| # 6    | Marvin Martínez (NCA)                                         | 3B       | Tigres            |
| # 7    | Paul Estrada (VEN)                                            | L        | Gigantes          |
| # 8    | Darwin Cubillán (VEN) José Villegas (NCA) Jonel Pacheco (VEN) | L J      | Orientales Tigres |

### Pelotero del mes
| Mes       | Jugador                                                  | Posición | Equipo            |
| --------- | -------------------------------------------------------- | -------- | ----------------- |
| Noviembre | Darwin Cubillán (VEN) Raúl Ruiz (VEN) Ronald Garth (NCA) | L 2B     | Orientales Tigres |

### Reconocimientos individuales
La organización otorgó reconocimientos individuales a los peloteros que destacaron en diversas categorías.
| Categoría                               | Ganador                                 | Equipo              |
| --------------------------------------- | --------------------------------------- | ------------------- |
| Jugador más valioso (Temporada regular) | Darwin Cubillán (VEN)                   | Orientales          |
| Jugador más valioso (Serie Final)       | William Vásquez (VEN)                   | Gigantes            |
| Jugador más valioso (Serie de Play Off) | Ramón Flores (NCA)                      | Gigantes            |
| Mejor bateador                          | Jonel Pacheco (VEN)                     | Tigres              |
| Líder en carreras impulsadas            | Ronald Garth (NCA)                      | Tigres              |
| Líder en cuadrangulares                 | Juan C. Torres (VEN)                    | Orientales          |
| Líder en ERA                            | Austin Davis (USA)                      | Bóer                |
| Líder en ponches                        | Paul Estrada (VEN) Abraham Elvira (MEX) | Gigantes Tigres     |
| Líder en juegos ganados                 | Roger Luque (VEN) Paul Estrada (VEN)    | Orientales Gigantes |